# Шоссе 3 (Израиль)
Шоссе 3 (ивр. כביש 3‎ , англ. Highway 3) — одно из основных израильских шоссе, пересекающее всю страну с запада на восток.
Начало шоссе 3 располагается в северо-восточной части страны на перекрёстке Бейт-Хорон около Модиина. Оно проходит несколько кибуцев и деревень до перекрестка Реем, где соединяется с шоссе 40 за 4 км до перекрестка Малахи в Кирьят-Малахи. После расхождения дорог, шоссе 3 выходит из Кирьят-Малахи и пересекая множество кибуцев и деревень доходит до Ашкелона, где пересекается с шоссе 4.
В прошлом шоссе 3 достигало Рамаллы и Иерихона и заканчивалось на мосту Алленби через реку Иордан. После Соглашений Осло в 1993 году, участок дороги, которая проходит через Рамаллу и Иерихон был передан под контроль палестинцев.

## История
В 2002-2003 годах часть шоссе между развязками Нахшон и Шаарей-Авраам было модернизировано в бетонную автостраду длиной 15 километров.

## Перекрёсткииразвязки
| Километр | Название                                                  | Тип | Расположение | Пересечение дорог                | Координаты                      |
| -------- | --------------------------------------------------------- | --- | ------------ | -------------------------------- | ------------------------------- |
| 0        | ивр. צומת אבא הלל סילבר‎ (Перекрёсток Абба Хилель Сильвер) |     | Кфар-Сильвер | Шоссе 4                          | 31°40′34″ с. ш. 34°36′35″ в. д. |
| 2        | ивр. צומת ניר ישראל‎ (Перекрёсток Нир Исраэль)             |     | Нир-Исраэль  | Шоссе 3500                       | 31°40′45″ с. ш. 34°38′06″ в. д. |
| 4        | ивр. צומת הודיה‎ (Перекрёсток Ходия)                       |     | Ходия        | Шоссе 232                        | 31°40′58″ с. ш. 34°39′09″ в. д. |
| 7        | ивр. צומת נגבה‎ (Перекрёсток Негба)                        |     | Негба        | Шоссе 3612 / Дорога без названия | 31°41′29″ с. ш. 34°40′47″ в. д. |
| 8.56     | ивр. צומת משואות יצחק‎ (Перекрёсток Масуот-Ицхак)          |     | Масуот-Ицхак | Въезд в Масуот-Ицхак             | 31°41′46″ с. ш. 34°41′43″ в. д. |